# Graptacme novaehollandiae
Graptacme novaehollandiae är en blötdjursart som först beskrevs av Jean-Charles Chenu 1843.  Graptacme novaehollandiae ingår i släktet Graptacme och familjen Dentaliidae. Inga underarter finns listade i Catalogue of Life.